# Радьки (заповідне урочище)
Ра́дьки — заповідне урочище в Україні. Розташоване в межах Хорольської міської громади Лубенського району Полтавської області, при західній околиці села Радьки.
Площа 41 га. Статус присвоєно згідно з рішенням облвиконкому від 17.04.1992 року № 74. Перебуває у віданні ДП «Лубенський лісгосп» (Хорольське л-во, кв. 27).
Статус присвоєно для збереження двох невеликих лісових масивів, у деревостані яких переважають насадження дуба.